# 吕彬
吕彬（1977年1月7日—），中国女子游泳运动员，主攻自由泳项目。她在1992年巴塞罗那夏季奥林匹克运动会中，参加了女子4×100米自由式接力比赛并获得银牌。后在1994年亚洲运动会期间服用兴奋剂，被中国泳联禁赛2年。